# Tiera Skovbye
Tiera Skovbye (n. 6 de mayo de 1995) es una actriz canadiense. Ella es conocida por su papel en la película de televisión como Elizabeth Berkley en The Unauthorized Saved by the Bell Story.

## Carrera
Su primer papel importante fue a los 10 años de edad, Jane en la serie dramática Painkiller Jane en 2007. Skovbye también ha aparecido en varias películas de televisión, The Unauthorized Saved by the Bell Story de Lifetime en la que interpretó a Elizabeth Berkley. Desde 2017 comenzó a interpretar el papel recurrente de Polly Cooper en la serie de drama adolescente de The CW Riverdale y a la hija de Robin Hood en la última temporada de Once Upon a Time.

## Vida personal
Skovbye nació en Vancouver, Canadá. Ella tiene una hermana más pequeña, Alissa Skovbye, que también es actriz.
El 14 de agosto de 2017, Skovbye anunció su compromiso con Jameson Parker.

## Filmografía
| Año  | Título                                               | Rol               | Notas              |
| ---- | ---------------------------------------------------- | ----------------- | ------------------ |
| 2005 | 24/7                                                 | Little Girl Braun | Cortometraje       |
| 2008 | The Lottery                                          | Nancy Hutchinson  | Cortometraje       |
| 2010 | The Unvarnished Boy                                  | Underage Kid #1   | Cortometraje       |
| 2012 | Girl in Progress                                     | Jezabel           | como Tiere Skovkye |
| 2012 | A Christmas Story 2                                  | Drucilla Gootrad  | Directo a video    |
| 2013 | Feign                                                | Emma              | Cortometraje       |
| 2013 | Rocketship Misfits                                   | Classmate         | Cortometraje       |
| 2015 | Even Lambs Have Teeth                                | Katie             | [ 7 ]              |
| 2017 | Asesinato en el piso de arriba (A murderer upstairs) | Rachel            |                    |
| 2018 | Verano del 84                                        | Nikki Kaszuba     |                    |

| Año         | Título                                   | Rol                | Notas                                                               |
| ----------- | ---------------------------------------- | ------------------ | ------------------------------------------------------------------- |
| 2006        | Painkiller Jane                          | Jane (10 años)     | 3 episodios                                                         |
| 2007        | Kaya                                     | Real Shandi Palmer | Episodio: "Every Breath You Take"                                   |
| 2008 - 2013 | Supernatural                             | Young Bela / Honor | Episodios: "Time Is on My Side", "Rock and a Hard Place"            |
| 2010        | The Troop                                | Darla Robinson     | Episodio: "Double Felix"                                            |
| 2010        | Dead Lines                               | Spencer Fyne       | Película para televisión                                            |
| 2010        | Wishing Well                             | Sam Turner         | Piloto de televisión fallido; también conocido como Wish List       |
| 2010 - 2013 | R. L. Stine's The Haunting Hour          | Anna               | Episodios: "The Dead Body", "Dead Bodies"                           |
| 2011        | Three Weeks, Three Kids                  | Alice Norton       | Película para televisión                                            |
| 2012        | Wingin' It                               | Sarah              | Episodio: "Practical Romance"                                       |
| 2012        | R. L. Stine's The Haunting Hour          | Flynn              | Episodio: "Headshot"                                                |
| 2013        | Blink                                    | Mia                | Piloto de televisión fallido                                        |
| 2013        | Forever 16                               | Raven              | Película para televisión (Lifetime)                                 |
| 2013        | Spooksville                              | Daniela            | Episodio: "The Wicked Cat"                                          |
| 2014        | The Unauthorized Saved by the Bell Story | Elizabeth Berkley  | Película para televisión (Lifetime)                                 |
| 2014        | Christmas Icetastrophe                   | Marley Crooge      | Película para televisión (Syfy)                                     |
| 2014        | A Christmas Tail                         | Olivia Burgin      | Película para televisión                                            |
| 2015        | Sugarbabies                              | Tessa Bouillette   | Película para televisión (Lifetime)                                 |
| 2015        | Liar, Liar Vampire                       | Caitlyn Crisp      | Película para televisión (Nickelodeon)                              |
| 2015        | Arrow                                    | Madison Danforth   | Episodio.: "The Candidate"                                          |
| 2015        | Minority Report                          | joven Agatha       | Episodio: "The American Dream"                                      |
| 2015        | Mark & Russell's Wild Ride               | Ashley             | Película para televisión (Disney XD)                                |
| 2016        | Revenge Porn                             | Peyton Harris      | Película para televisión (Lifetime)                                 |
| 2016        | Dead of Summer                           | Deb (20 años)      | Episodio: "The Dharma Bums"                                         |
| 2016        | Christmas Cookies                        | Brooke             | Película para televisión (Hallmark)                                 |
| 2017-2023   | Riverdale                                | Polly Cooper       | Papel recurrente temporadas 1-6, invitada temporada 7; 33 episodios |
| 2017        | Secrets of My Stepdaughter               | Rachel Kent        | Película para televisión                                            |
| 2017        | Once Upon a Time                         | Margot/Robin       | Papel recurrente                                                    |
| 2020-2021   | Nurses                                   | Grace Knight       |                                                                     |